# Huber am Bach
Huber am Bach (amtl.: Huber a.Bach; mundartl.: Huawà àn Båch) ist ein Gemeindeteil der Gemeinde Halsbach im oberbayerischen Landkreis Altötting. 

## Lage
Die Einöde Huber am Bach liegt etwa dreieinhalb Kilometer südlich von Halsbach.

## Geschichte
Der Name des Ortes bezeichnet eine an einem Bach gelegene Hube. Der Ort gehörte von der Gemeindegründung im Jahre 1818 an zur Gemeinde Oberzeitlarn und kam mit deren Auflösung am 1. Januar 1964 zur Gemeinde Halsbach.